# Cheng Nan-jung
Cheng Nan-jung (chino tradicional: 鄭南榕; 12 de septiembre de 1947-7 de abril de 1989) fue un editor y activista democrático taiwanés. Fue fundador de Freedom Era Weekly. Es conocido internacionalmente por quemarse vivo en protesta y apoyo a la libertad de expresión.

## Formación y carrera
Su padre era de Fuzhou, Fujian, China y su madre de Keelung, Taiwán. Cheng nació el año de El Incidente del 28 de febrero. En su primer currículum para un trabajo, escribió: “Nací el año de El Incidente del 28 de febrero, y tal suceso me ha atormentado durante toda mi vida… Solo porque estábamos protegidos por nuestros vecinos, estábamos los continentales a salvo de la ola de represalias de los Taiwaneses. Cheng escribió que su experiencia creciendo durante El Terror Blanco fue lo que impulsó su incansable compromiso con el Independentismo Taiwanés.
Cheng estudio ingeniería en Taiwan Provincial Cheng Kung University, y filosofía en Fu Jen Catholic University y National Taiwan University. Rechazó atender clases en Sun Yat-sen Thought (國父思想), y devolvió su título de graduación a National Taiwan University.
En marzo de 1984, fundó Freedom Era Weekly y declaró era para luchar por una libertad de expresión del 100%. Durante su vida registró 18 licencias diferentes de revistas como comodín para utilizar cuando el Kuomintang censuraba o suspendía sus publicaciones. En sus propias palabras “No tengo miedo de ser arrestado o asesinado, básicamente, lucharé contra ellos hasta el más absoluto de los finales”. La revista fue censurada en varias ocasiones por las autoridades, pero continuó siendo impresa y distribuida.

## Inmolación y secuelas
En 1989, Cheng fue acusado de insurrección por imprimir una proposición de constitución para la República de Taiwán. Una orden de arresto fue interpuesta, pero él rechazó presentarse en el juzgado. Cuando la policía del Kuomintang intentó entrar por la fuerza en su oficina el 7 de abril, Cheng se suicidó inmolándose, prendiendo fuego a su oficina y muriendo entre las llamas. Su inmolación en protesta contra el Kuomintang fue televisada por Formosa Televisión.
Durante el funeral de Cheng el 19 de mayo, otro activista prodemocracia llamado Chan I-hua se inmoló en medio de la calle cuando el funeral fue bloqueado por la policía.
La viuda de Cheng, Yeh Chu-Ian, ocupó cargos veteranos en la administración del Partido democrático Progresista entre el 2000 y el 2005. Antigua vice primera ministra, fue la alcaldesa en funciones de Kaohsiung desde julio de 2005 hasta diciembre de 2006. En 2007 fue mencionada como posible compañera de campana de Frank Hsieh para las elecciones presidenciales de 2008, aunque finalmente este eligió a Su Tseng-chang.
En 1999 el Museo de la Libertad Cheng Nan-jung abrió sus puertas en Taipéi para conmemorarle. El museo se erigió sobre los cimientos donde Cheng se inmoló. El 22 de diciembre de 2016, el Ejecutivo Yuan anunció que el 7 de abril sería el Día Nacional de La Libertad de Expresión para conmemorar su sacrificio.